# Tweede Atjehexpeditie

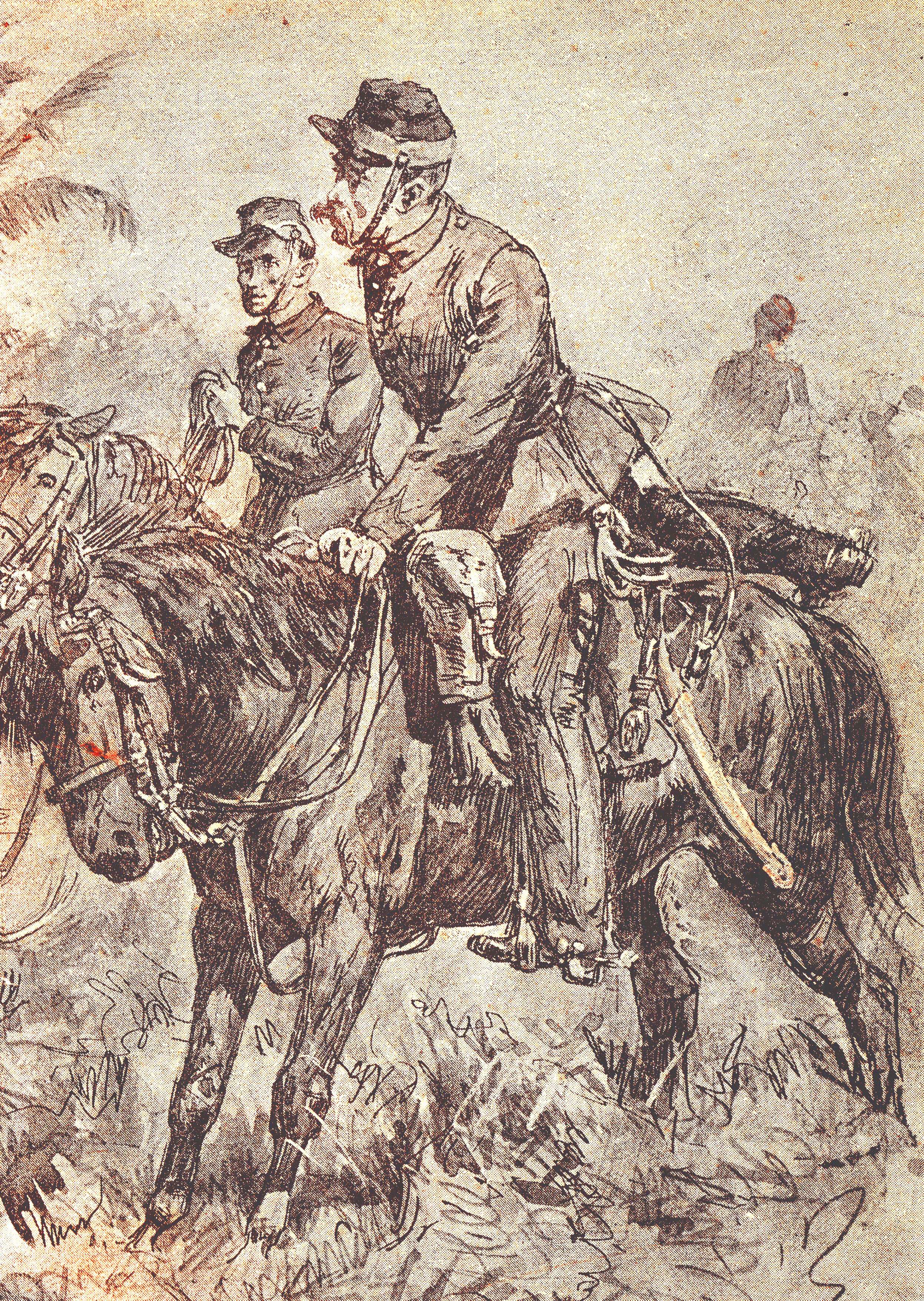
Gevechten tijdens de verovering van de mesigit

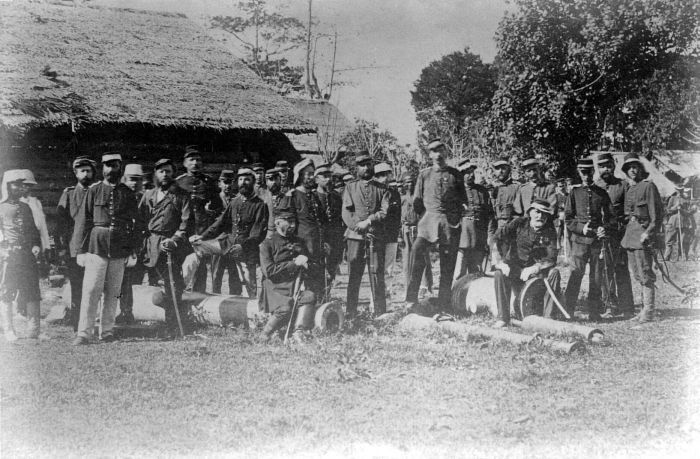
Na de verovering van de Kraton. De bevelhebbers J. van Swieten (links) en G.M. Verspyck zittend op de buitgemaakte kanonnen, omringd door hun staf. De foto komt uit de collectie van het Wereldmuseum Amsterdam; de kanonnen zijn thans te bezichtigen in Bronbeek

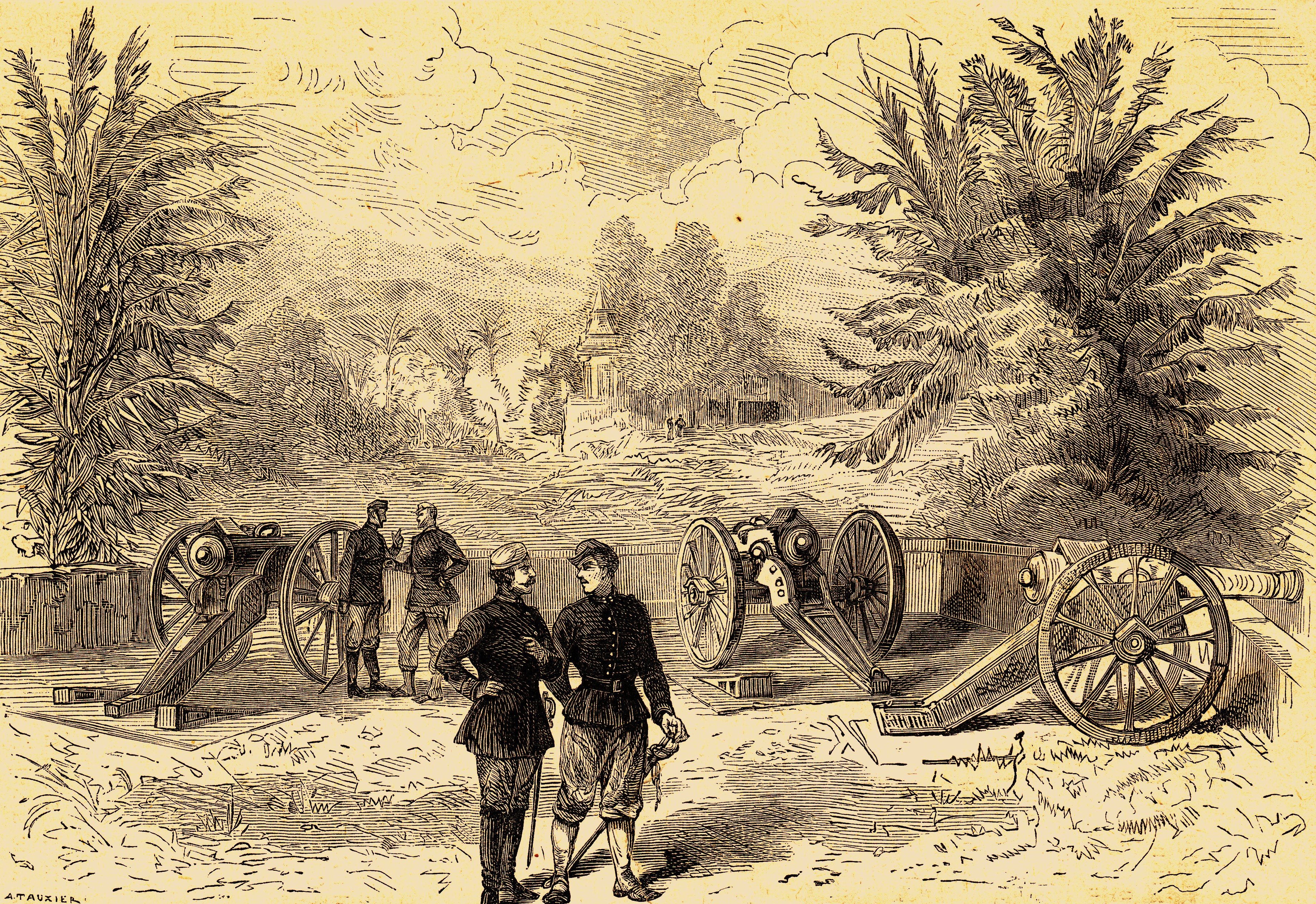
KNIL-officieren op wacht bij de Kraton in 1874

De tweede expeditie naar Atjeh was het vervolg op de mislukte eerste expeditie naar Atjeh van het Nederlands Indisch leger. De expeditie duurde formeel vanaf het moment van inscheping van generaal Van Swieten en diens troepen naar Atjeh op 20 november 1873 tot de datum van vertrek van de generaal met de hoofdmacht naar Java op 26 april 1874.

## Voorbereiding
Oorspronkelijk was door gouverneur-generaal Loudon bepaald dat generaal Verspyck het opperbevel zou voeren. Hij veranderde echter, onder invloed van zijn adjudant Johannes Isaak de Rochemont, van mening en stelde de reeds lang gepensioneerde generaal Van Swieten aan als opperbevelhebber en regeringscommissaris. Verspyck legde zich loyaal neer bij het opperbevel van Van Swieten, maar nam direct na terugkeer in Batavia ontslag en was sindsdien een verbitterd tegenstander van zowel Loudon als Van Swieten. Een van Van Swietens eerste daden was de reeds bijeengebrachte troepenmacht met een derde te verminderen tot ongeveer 13.000 man, en van het restant nog eens een derde, de zogenaamde Padangse brigade, te Padang achter te laten als reserve. Ook het aantal transportschepen werd beperkt. De dicht opeengepakte soldaten werden daardoor blootgesteld aan het besmettingsgevaar van de cholera. Vóór de landing waren al zestig man aan de ziekte bezweken. Van Swieten kreeg daarover later veel kritiek, onder andere van Wilhelm Christiaan Nieuwenhuijzen, die als eerste luitenant aan de expeditie had deelgenomen. In zijn eerste dagorder van 21 november 1873 bedreigde de humanitair ingestelde Van Swieten zijn manschappen met de dood als zij kampongs in brand zouden steken.

## De eigenlijke expeditie
Door cholera en gebrek aan drinkwater gedwongen vond op 9 december de landing plaats. Ook daarna bleef de cholera haar tol eisen. Het oorspronkelijke plan van generaal Verspyck was om een tweede colonne aan de westkust van Sumatra te laten landen en vervolgens van twee kanten de Kraton, het paleis van sultan Mahmoed II Syah, te benaderen. Van Swieten had dit plan afgewezen en trok zeer langzaam naar Penajoeng, waar door de genie een groot bivak werd gebouwd. De troepenmacht bleef hier dagenlang dralen, om uiteindelijk op 6 januari, zonder voorafgaande verkenningen, de mesigit (moskee) bij de Kraton van voren aan te vallen. De Atjehers hadden deze echter beschermd met een enveloppe, een eenvoudig vestingwerk, wat de Nederlanders niet wisten. Pas na grote verliezen kon de moskee veroverd worden.
Weer volgde een periode van passiviteit. Pas op 24 januari 1874 werd de Kraton aangevallen, zodat de verdedigers alle gelegenheid hadden gekregen om bijtijds weg te komen. De sultan was al eerder vertrokken. De Nederlandse troepenmacht kon de Kraton zonder enige tegenstand in bezit nemen. Van Swieten liet de legerkapel het Wien Neêrlands bloed spelen en deelde champagne uit aan de officieren. Zijn dagorder aan de troepen luidde: "De kraton is ons en het trotsche volk van Atjeh heeft voor uw moed en uw krijgskunde moeten zwichten." Hij achtte nu de oorlog beëindigd en schreef dit in proclamaties aan het "verslagen" Atjehse volk. Kapitein der artillerie Borel, een deelnemer en verslaglegger van de expeditie, schreef hier later over dat Van Swieten daarmee het gegeven negeerde dat een oorlog pas ten einde is als beide partijen het daarover eens zijn. 
Er volgden nog enkele schermutselingen op 29 januari, een aanval van de Atjehers op het hoofdkwartier te Penajoeng op 11 april en een nederlaag van majoor Romswinckel op 16 april. Omdat er op bevel van Van Swieten een tijdlang geen patrouilles meer mochten worden gehouden, konden de Atjehers bij de kampong Lampoe Oek pal onder de wallen van de Kraton een versterking opwerpen. De eerste patrouille die daarna met toestemming van Van Swieten onder leiding van Romswinckel vertrok, stuitte op de versterking. De gevechten kostten meer dan tien man het leven en het lukte niet de versterking in te nemen.
Op 26 april, dus een week na het echec van Romswinckel, vertrok generaal Van Swieten met de hoofdmacht naar Batavia om "de palm der overwinning" te vieren. Op 1 mei werd hij daar feestelijk ingehaald door gouverneur-generaal Loudon.

## De nasleep
De manschappen van zijn leger, die onder leiding van kolonel Pel in Atjeh moesten achterblijven, moesten de tijd zien te doden (er mochten geen offensieve acties plaatsvinden, volgens de door Van Swieten nagelaten order en daar waren nu dan ook niet genoeg manschappen meer voor) in een desolate, onveilige stelling, waar cholera en Atjehse guerrillastrijders vrij spel hadden en waar na een overstroming de lichamen van hun begraven metgezellen weer boven de aarde kwamen, waardoor er wekenlang een lijkenlucht hing. 
Van de 8000 man die Atjeh waren binnengevallen, waren er 1700 gesneuveld of aan ziekten overleden. Nog eens duizend man was wegens ziekte of verwondingen vroegtijdig geëvacueerd.
De Atjehers waren inmiddels allerminst verslagen. Het veroverde gebied was maar een klein deel van het sultanaat Atjeh, niet meer dan de Kraton (die werd omgedoopt in Kota Radja) en omgeving. Dat de Kraton de zetel van de sultan was geweest (die trouwens kort na het verlies van de Kraton aan cholera overleed), was, anders dan de Nederlanders dachten, van geen betekenis. De macht in Atjeh was niet in handen van de sultan, maar van plaatselijke hoofden, van wie maar een enkeling aan Nederlandse kant stond. De overige hoofden zetten hun guerrilla-oorlog tegen de Nederlanders voort.
In de jaren na de Tweede Atjehexpeditie gaven enkele officieren die erbij betrokken waren geweest, zoals Borel, Nieuwenhuijzen en Verspyck, in een boek hun visie op de gebeurtenissen. Zij hadden allemaal kritiek op Van Swieten, die in hun ogen veel te voorzichtig had geopereerd en veel kansen had laten liggen. Van Swieten reageerde met een aantal verweerschriften, zoals De Waarheid over onze vestiging in Atjeh.